# پرومباور
پرومباور (به انگلیسی: Perumbavoor) یک منطقهٔ مسکونی در هند است که در بخش ارناکولام واقع شده‌است. پرومباور ۱۳٫۶۱ کیلومتر مربع مساحت و ۲۸٬۱۱۰ نفر جمعیت دارد و ۳۳ متر بالاتر از سطح دریا واقع شده‌است.